# Dhantal
Dhantal (Hindi, aus danda, dandiya, IAST ḍaṇḍā, „Stock“, „Stab“, und tal, tala, „rhythmische Struktur“), auch dandtal (IAST ḍanḍtāl), dhantaal, ist ein mutmaßlich aus Nordindien stammendes Aufschlagidiophon, das aus einer senkrecht gehaltenen, seitlich angeschlagenen Eisenstange besteht und in der Musik der indischen Bevölkerungsgruppen in der Karibik und auf den Fidschi-Inseln gespielt wird.
Der dhantal bildet zusammen mit einer Fasstrommel dholak und einem indischen Harmonium ein Trio, das für die übliche Begleitung von Gesangsstimmen in mehreren indischen Musikgenres in der Karibik sorgt. Diese drei Musikinstrumente gelten in der indisch-karibischen Musik als Symbole für „Indischsein“. Vor allem auf der Karibikinsel Trinidad, in Guyana und in Suriname gehört der dhantal zum populären Tanzmusikstil Chutney, darüber hinaus in derselben Trio-Besetzung zur Begleitung von Bhajans, zum semiklassischen indischen Gesangsstil in der Karibik (Bhaitak Gana in Guyana, Tan in Trinidad) und zu anderen, mehr oder weniger traditionellen indischen Genres.

## Herkunft

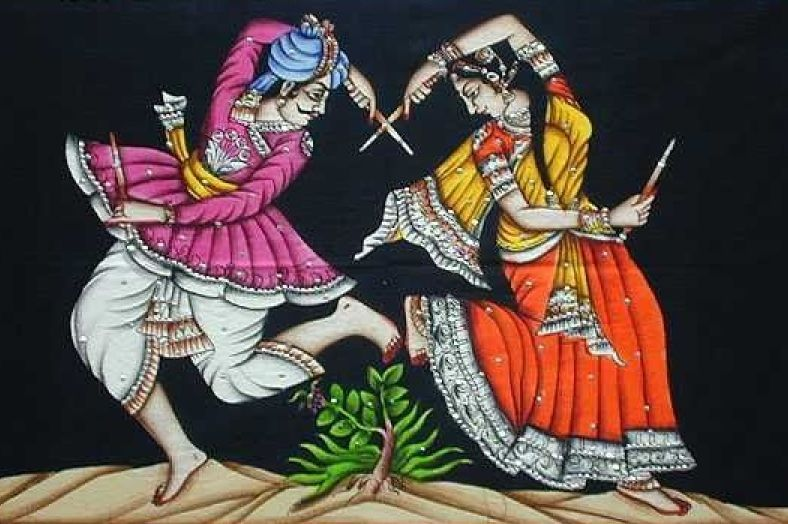
Bildliche Darstellung des indischen Volkstanzes Dandiya Raas mit gegeneinander geschlagenen Stöcken dandiya in Gujarat

### Idiophone in Indien
Die Idiophone, die nach der ungefähr 2000 Jahre alten indischen Klassifizierung der auf Sanskrit ghana vadyam genannten Musikinstrumentengruppe entsprechen, haben in Indien von wenigen Ausnahmen abgesehen keine bestimmte Tonhöhe. Deshalb scheiden sie – abgesehen von wenigen Ausnahmen wie den Porzellanschüsseln jaltarang und dem Klangplattenspiel srimandal – als Melodieinstrumente aus und werden nur selten in der klassischen Musik verwendet. Weil von außen angeschlagene oder gegeneinander geschlagene Idiophone meist auch nur Töne von kurzer Dauer hervorbringen, gelten sie als vor allem für die Rhythmusbildung (tala) geeignet. Melodiefähige angeschlagene Stabspiele sind bis auf das für die indische Musik fremde, seltene Xylophon kashta tarang unbekannt.
Unter der großen Zahl indischer Idiophone sind diejenigen, deren Form einfachen Alltagsgegenständen ähnlicher ist, im Allgemeinen von höherem Alter. Dazu gehören Gefäßrasseln, Fußschellen ghungru, aus Holz oder Bambus gefertigte Schlitztrommeln, die Bambusschlaggabel toka in Assam und Tontöpfe bhanda vadya, in Südindien ghatam. Seit alter Zeit gebrauchte metallene Idiophone sind neben Schellen und Glöckchen gegeneinander geschlagene Platten, also Zimbeln und größere Paarbecken (allgemein tal, talam) bis zum größten Paarbecken bartal in Assam, und die weit verbreiteten Klappern kartal. Die flache Metallplatte thali wird mit einem Schlägel angeschlagen.

### Danda

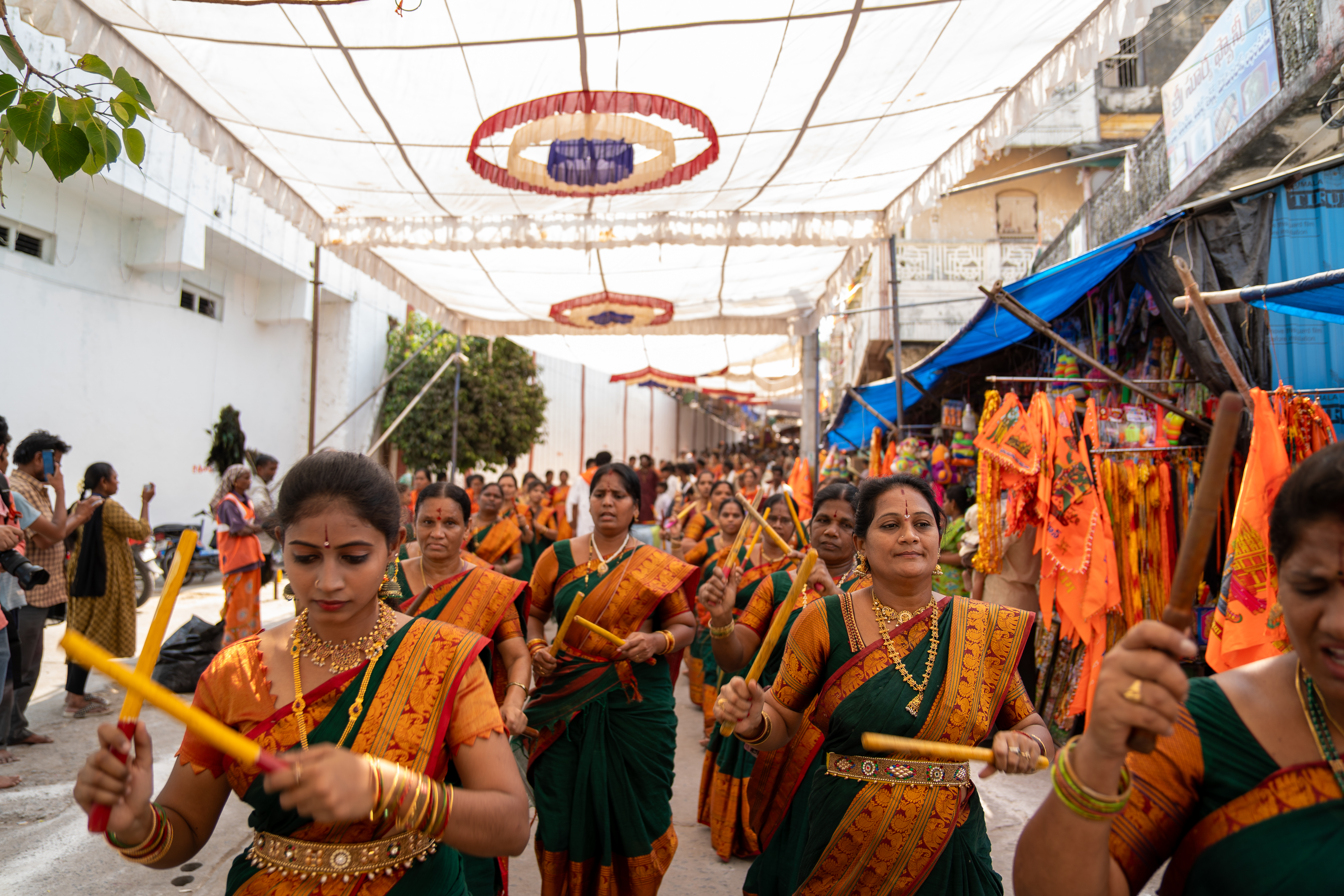
Kolattam-Tanzprozession in Bhadrachalam, Andhra Pradesh

Die einfachsten und am weitesten verbreiteten Idiophone in Indien sind die Gegenschlagstäbe danda (oder dandi, dandia) aus Bambus, gedrechseltem und lackiertem oder natürlich gewachsenem und unbehandeltem Holz. Am häufigsten werden danda wie ghungru zur rhythmischen Akzentuierung bei Tänzen verwendet. Tänzer halten ein Paar Stäbe in den Händen und schlagen sie gegeneinander oder gegen die Stäbe der anderen Tänzer. An manchen danda sind zusätzlich Schellen (ghungru) befestigt. Danda ist die in ganz Nordindien gebräuchliche Bezeichnung der Gegenschlagstäbe, in Südindien heißen sie auf Tamil kolu und auf Telugu karra oder katta.
Beim südindischen Volkstanz kolattam (aus Tamil kolu, „Stab“, und attam, „Tanz“) agieren die Tänzerinnen mit zwei kurzen Holzstäben. Die dandiya, die Tänzer beim Dandiya Raas in Gujarat anlässlich des hinduistischen Herbstfestes Navratri einsetzen, sind relativ kurze, dicke und mit ornamentalen Mustern lackierte Holzstäbe. In Rajasthan werden die dandiya bei Tänzen des aus Fruchtbarkeitszeremonien entstandenen Frühlingsfestes Holi und bei Erntedankfesten im Herbst eingesetzt. Beim Saila-Tanz in Madhya Pradesh schlagen Adivasi-Tänzer mit ihren etwa 60 Zentimeter langen danda gegen die Stäbe anderer Tänzer. Im Sindh ist der dando eine einzelne stabförmige Rassel und in Bihar werden zwei mit Schellen behängte Stäbe in einer Hand als Klappern gegeneinander geschlagen.
Ähnliche Stäbe sind die li-keli in Sri Lanka, die Männer und Frauen bei Tänzen schlagen. Die li-keli der buddhistischen Singhalesen entsprechen den Tanzstäben, die hinduistische Tamilen beim Kolattam-Stabtanz auf der Insel verwenden.
Der religiöse Volkstanz Dandiya Raas (mit raas von rasa, Konzept der indischen Ästhetik) gilt als „Schwerttanz“, denn die Stäbe symbolisieren Schwerter und den Kampf der Göttin Durga gegen ihren Widersacher, den Dämonen Mahishasura. Eine andere Symbolik ist der aus dem Holz eines heiligen Baums gefertigte Stab, den nach der auf das altindische Dharmasastra zurückgehenden Tradition Schüler beim hinduistischen Initiationsritual Upayana in der Hand halten.

### Bhojpuri-Region

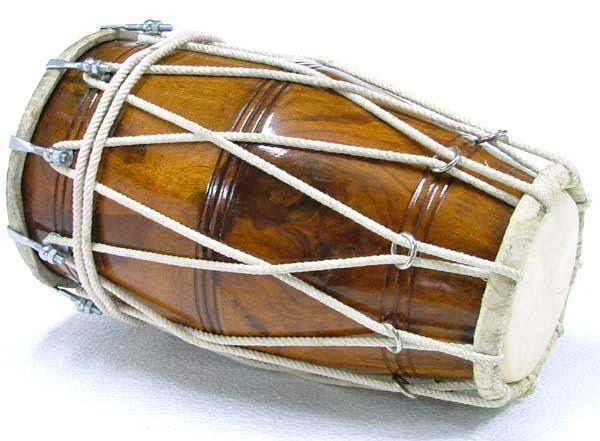
Fasstrommel dholak

Nachdem Anfang des 19. Jahrhunderts die Sklaverei im Britischen Weltreich abgeschafft worden war, wuchs der Bedarf an Arbeitskräften für die Plantagen in den Kolonien. Die Kolonialverwaltung von Britisch-Indien erließ daher 1837 eine Verordnung, die erlaubte, indische Kontraktarbeiter für die britischen Kolonien in der Karibik und anderswo anzuheuern. Die ersten indischen Arbeiter kamen 1844 nach Jamaika, Trinidad und Guyana. Da die meisten der in die Karibik emigrierten Inder aus der Bhojpuri-Sprachregion der heutigen nordindischen Bundesstaaten Bihar und Uttar Pradesh stammen, entwickelte sich in der zweiten Hälfte des 19. Jahrhunderts in der Karibik eine für die Herkunftsregion charakteristische Musikkultur. Zu dieser gehört unter anderem die kleine Kesseltrommel tassa, die zusammen mit der Zylindertrommel dhol in Jamaika und Trinidad in einem Ensemble für zeremonielle Anlässe gespielt wird und dort zu einem kulturellen Symbol der indischen Diaspora geworden ist. Aus der Bhojpuri-Region stammt neben dem als Umgangssprache innerhalb der indischen Gemeinden dienenden Dialekt aus Bhojpuri und Awadhi auch das bei Indern in der Karibik beliebte Volksliedgenre Chowtal, bei dem der Wechselgesang eines sich in zwei Reihen gegenüber sitzenden Chors von der Fasstrommel dholak und Handzimbeln jhal begleitet wird. Wie der dhantal hat sich das Genre Chowtal nur in der Karibik entwickelt und verbreitet, beide sind in ihrer indischen Ursprungsregion kaum noch bekannt. Mit dem Ende der Migration indischer Kontraktarbeiter in die Karibik im Jahr 1917 war auch der kulturelle Austausch unterbrochen und die indische Musikkultur in der Karibik entwickelte sich in ihrer Isolation eigenständig weiter.
Der dhantal wird – mit wenigen Ausnahmen wie dem Chowtal – in fast allen indo-karibischen Volksmusikgenres der Bhojpuri-Nachkommen in der Karibik verwendet. Dennoch ist dessen zu vermutende Herkunft aus der Bhojpuri-Region oder zumindest aus Nordindien weniger eindeutig als bei den anderen Musikinstrumenten und musikalischen Formen. Der karibische dhantal unterscheidet sich von den gegeneinander geschlagenen indischen danda nicht nur durch sein Material, sondern vor allem durch seine Anschlagtechnik. Gegenüber den danda ist der dhantal in Indien äußerst selten, scheint aber mit demselben Namen immerhin in der Vergangenheit in der Bhojpuri-Region in unterschiedlichen Volksliedgenres verwendet worden zu sein. Außerdem wird ein dem dhantal entsprechender Eisenstab, genannt gaj, sariya oder dandtal, zur Begleitung des gesungenen Alha-Khand-Epos verwendet.

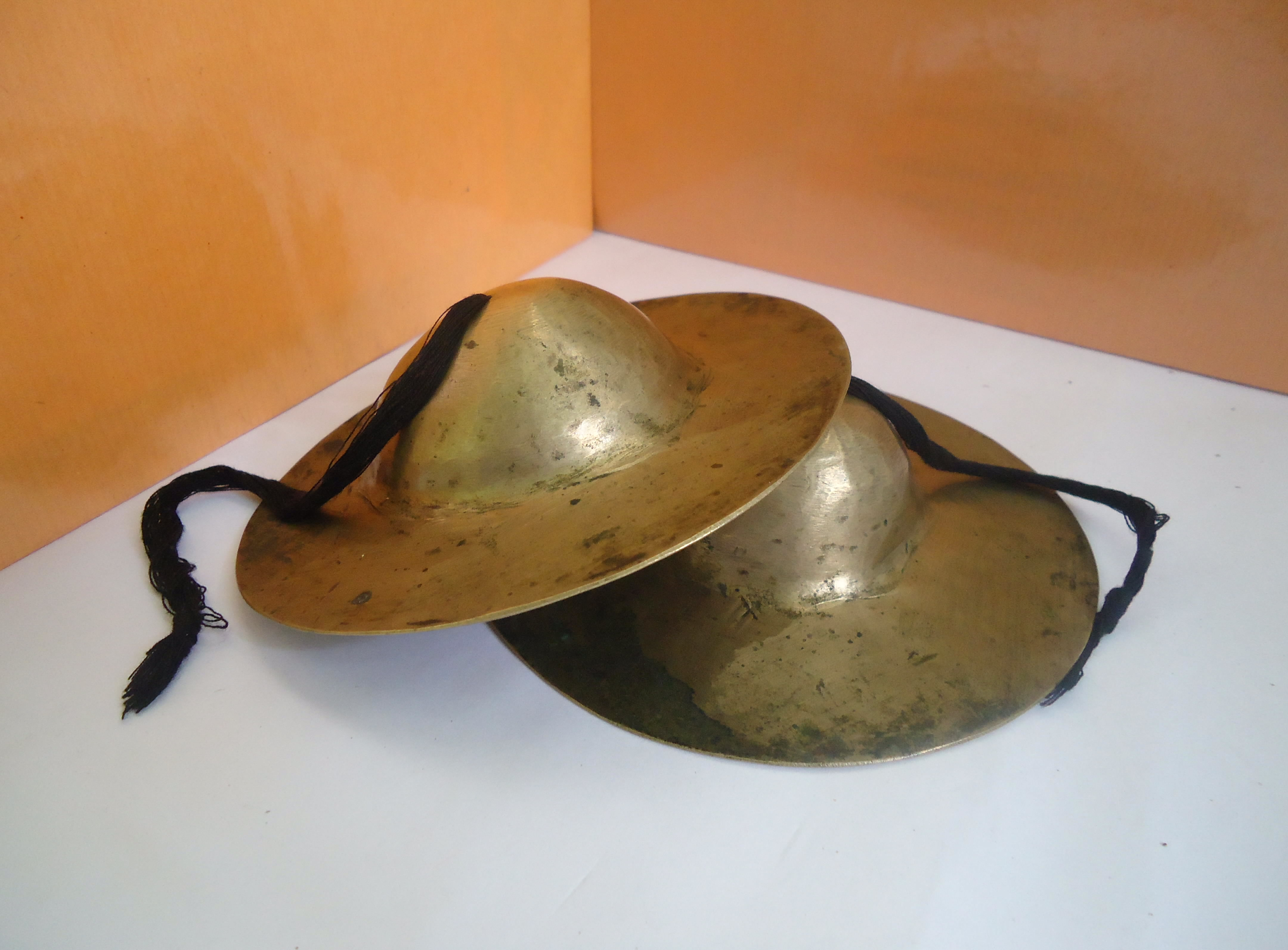
Nordindische Handzimbeln manjira oder taal

Alha-Khand ist ein Heldenepos der rajputischen Tradition, das sich auf Ereignisse im Rajputen-Reich Ende des 12. Jahrhunderts bezieht und dessen Verbreitungsschwerpunkt in der zentralen nordindischen Region Bundelkhand (westlich des Bhojpuri-Gebiets) liegt. Die während der Monsunzeit stattfindenden Aufführungen unterscheiden sich regional. Typischerweise wird der Gesangsvortrag von Fasstrommeln dholak und Messingzimbeln manjira begleitet. Während in Bundelkhand nur zwei Akteure auftreten (der Sänger spielt selbst dholak und wird von einem manjira-Spieler begleitet), trägt in der Umgebung von Kannauj und in der Awadh-Sprachregion östlich davon ein Ensemble das Epos vor. Ein oder zwei Vorsänger, ein bis fünf weitere Sänger, ein dholak- und ein manjira-Spieler werden durch Spieler mit weiteren Perkussionsinstrumenten ergänzt: Holzklappern kartal mit Zimbeln, Gabelbecken chimta und eine mit einem Metallstück angeschlagene Eisenstange gaj oder jhik.
Die vier genannten Bezeichnungen für eine Eisenstange, gaj, sink, sariya und jhik, beziehen sich auf ursprünglich außermusikalische Verwendungen. Urdu gaj bezeichnete Ende des 19. Jahrhunderts das Längenmaß für ein Yard (etwa 91 Zentimeter) oder einen Ladestock, sink die Hakenstange des Bäckers, mit der er das Brot aus dem Ofen holt, und sariya einen dünnen, zum Zaunbau verwendeten Eisenstab. Jhik wurde als Elefantenhaken (ankusha) interpretiert, bezeichnet aber wahrscheinlicher eine dem Sistrum ähnliche Gleitrassel jhika in einem Holzrahmen. Die unter den drei verbleibenden Bezeichnungen gaj, sink und sariya in der regionalen nordindischen Volksmusik bekannte Eisenstange hält Peter L. Manuel (2013) wegen ihrer besonderen Spielweise und Klangproduktion für eine originär indische Erfindung und schließt damit einen Reimport der in der Karibik anders genannten Eisenstange aus. Von den genannten nordindischen Eisenstangen unterscheidet sich der karibische dhantal durch seine spezifische Herstellung als Musikinstrument, dessen Name als ein jüngerer Neologismus aus danda, „Stab“, und tala analog zu kartal erscheint.
Gemäß dieser Annahme müsste die Eisenstange zwischen 1844 und 1917, dem Zeitraum der Anwerbung indischer Kontraktarbeiter, von Nordindien in die Karibik gelangt sein. Zu klären bleibt, weshalb der dhantal in den britischen Kolonien in der Karibik und in Fidschi so stark in die regionale Musikszene integriert wurde, aber in der Region Bhojpuri, dem Ursprung der indischen Musik in diesen Kolonien, wenig verbreitet ist oder war. Nach der Hypothese, die Peter L. Manuel (2013) hierzu aufstellt, entwickelte sich der dhantal mit seiner spezifischen Spielweise unter angeworbenen Kontraktarbeitern in Calcutta, weil diese dort ohne Arbeit teilweise mehrere Monate ausharren mussten, bis am Hafen ein Platz auf einem Schiff für die Überfahrt frei war. Um am abendlichen Musizieren teilnehmen zu können, hätten sie sich demnach eine Eisenstange besorgt, die nur für diesen Zweck geeignet war, und ihr den Namen dhantal gegeben. In sehr geringer Zahl könnte der dhantal von Calcutta in die Volksmusik von Bhojpuri zurück zu den ähnlichen Eisenstangen gaj, sink und sariya gelangt sein. Gegenüber Zimbeln wie manjira und größeren Paarbecken ist der dhantal mit seiner Fähigkeit, sehr kurze und länger anhaltende Klänge zu erzeugen, rhythmisch flexibler einsetzbar, was für die stärker rhythmusbetonte und weniger an klassischen Traditionen orientierte Musik in den Kolonien vielleicht als Vorteil erschien. In der Karibik entstand unter der indischen Diaspora eine Musik, die weder die Bhojpuri-Musikgenres unverändert weiterpflegte, noch in einer neuen kreolischen Musik aufging, sondern – unter anderem mit dem dhantal – eigenständige neotraditionelle Elemente mit einer großen Popularität hervorbrachte.

### Karibik
In der Karibik ist die Auffassung verbreitet, der dhantal sei nicht in Indien, sondern unter den indischen Arbeitern in den Zuckerrohrplantagen eingeführt worden. Bei den ersten dhantal handelte es sich, journalistischen Medien zufolge, um Eisenstangen, die zu einem Ochsen- oder Pferdekarren gehörten, und das U-förmige Eisen, mit dem die Stange angeschlagen wird, sei anfangs ein Hufeisen gewesen und habe seine Form beibehalten. Eine solche Eisenstange habe Deichsel und Joch eines Ochsenkarrens zusammengehalten.
Der Tänzer, Choreograph und Autor Satnarine Balkaransingh glaubt nicht, dass die Plantagenarbeiter viel Zeit hatten, um sich musikalisch zu betätigen, und ist der Ansicht, dass der dhantal ursprünglich die zu einem Kochgeschirr gehörende Eisenstange gewesen sei.
Ab wann die Eisenstange als Musikinstrument in der Karibik zum Einsatz kam, ist unklar. Ein um 1910 befragter Plantagenarbeiter auf Trinidad erwähnt den dhantal und als weitere nordindische Musikinstrumente Trommeln (dholak), manjira (Zimbeln), sarangi (Streichlaute), sitar (Zupflaute) und Harmonium. Dhantal und Harmonium seien aber von den Plantagenarbeitern, die der Befragte in seiner Umgebung kannte, nicht gespielt worden.

## Bauform

Dhantal

Der dhantal besteht aus einer etwa ein oder bis zu eineinhalb Meter langen Stange meist aus Eisen oder seltener aus einem anderen Metall (Messing oder Kupfer), die an einem Ende zu einem Ring gebogen ist und am anderen Ende häufig spitz zuläuft. Die Spitze soll laut Aussage mancher Spieler das Schwingungsverhalten verbessern und mit dem Ring wird die Stange auf den Boden, auf einen Tisch oder eine andere Oberfläche aufgesetzt. Die Länge kann je nach Verfügbarkeit des Materials variieren. Der Durchmesser beträgt nach unterschiedlichen Angaben etwa 0,8 oder 1,3 bis 1,5 Zentimeter. Der typische Durchmesser von 1,3 Zentimetern entspricht demjenigen der Hakenstangen, mit denen die Rollgitter vor Einkaufsläden heruntergezogen werden.
Der Musiker hält den dhantal mit der linken Hand etwa im unteren Drittel und schlägt mit einem U-förmigen oder hufeisenförmigen Stab (tali) in der rechten Hand unterhalb dieser Stelle gegen die Stange. Die meisten Musiker biegen sich ihren dhantal aus einer Eisenstange selbst zurecht, ansonsten können entsprechend bearbeitete Eisenstangen in Devotionalienläden (puja shops) gekauft werden.
Anders als die sonst in der indischen Volksmusik verwendeten Zimbeln (jhanj, manjira) lassen sich mit dem dhantal lange nachklingende und kurze schnelle, metallische Töne ähnlich einer Triangel produzieren. Im ersten Fall öffnet der Musiker die Hand, mit der er den Stab locker hält und im zweiten Fall schließt er die Hand fest um den Stab zur Faust und dämpft dadurch den Nachklang. Zugleich wird der in der rechten Hand gehaltene U-förmige Metallbügel im Handgelenk gedreht und abwechselnd mit der oberen und unteren Seite gegen den dhantal geschlagen. Eine weitere Klangänderung außer diesen beiden Klängen bewirkt ein Wechsel der Stelle, an der der Stab gehalten wird. Im oberen Bereich erklingt der Ton leiser und am unteren Ende lauter.

## Spielweise
Bei den indischen Diaspora-Gemeinschaften in Trinidad, Suriname und Guyana in der Karibik sowie in Fidschi und Mauritius ist der dhantal ein rhythmisches Begleitinstrument bei devotionalen Gesängen (Bhajans) und bei populären Tanzmusikstilen. Das typische Begleitensemble der indischen Volksmusiktradition ist ein Trio bestehend aus einer Fasstrommel dholak, einem indischen Harmonium und einem dhantal. Dieses Trio spielt Bhajans, traditionellen Chutney, karibische indische Klassik (wie Thumri), Filmsongs und andere populäre Genres. Zu den wenigen rein indischen Genres in der Karibik, in denen der dhantal nicht gebraucht wird, gehören Chowtal und der Gesangsvortrag von Tulsidas Epos Ramcharitmanas aus dem 16. Jahrhundert (beide Mal durch die Zimbeln jhal ersetzt), Prozessionsmusikensembles mit der Kesseltrommel tassa (stattdessen größere Paarbecken jhal oder jhanjh) und Trommelensembles mit südindischen Rahmentrommeln tappu zur Verehrung der Göttin Kali.

### Bhajan
Bhajans, als Teil des Bhakti-Kults Kirtan genannt, sind eine alte Tradition devotionaler Lieder, die in Indien von Trommeln wie dholak und tabla begleitet werden. Anstelle der Zimbeln als Taktgeber treten in der Karibik dhantal. Zur Zeit der Hindu-Renaissance Ende des 19. und Anfang des 20. Jahrhunderts, einer hinduistischen Reformbewegung, die auf Ram Mohan Roy (1772–1833) zurückgeht, machten sich Hindu-Missionare in die Gebiete der indischen Diaspora auf. Im Jahr 1917 kamen Missionare der orthodoxen Bewegung Arya Samaj aus Bombay nach Trinidad, wo sie vedische Gesänge und ein neues Repertoire von Bhajans mit Harmoniumbegleitung unterrichteten. Seit den 1960er Jahren werden beide Genres an den hinduistischen Grundschulen unterrichtet. Eine andere Form religiöser Verehrung brachten ab 1974 Schüler des Gurus Sathya Sai Baba, einschließlich dem Gesang von Kirtan, begleitet von dholak, Harmonium und Perkussionsinstrumenten (dhantal, Zimbeln manjira) und enthusiastischem Händeklatschen.
Der Stil der Bhajans folgt weitgehend der nordindischen Tradition, die durch wechselseitige Besuche von Pandits und Bhajan-Sängern in der Karibik und in Indien bekannt ist und seit den 1980er Jahren durch Musikkassetten verbreitet wurde. Bhajans mit Themen aus dem altindischen Epos Ramayana werden durch einen Pandit angeleitet von der versammelten Gemeinde bei wöchentlichen religiösen Zusammenkünften (satsang) in Hindutempeln gesungen.
Die dholak schlägt ein gleichbleibendes geradzahliges Metrum, während der dhantal ein als ching chickaching chickaching beschriebenes ostinates Rhythmusmuster produziert: Viertel – zwei Achtel – Viertel... Die Schläge des dhantal erfolgen nicht auf die Grundschläge des Taktes (tala), sondern dazwischen auf den Offbeat. Die bei der indischen Musik in der Karibik am häufigsten verwendeten Rhythmusmuster sind tala kaharvā (kaherwa) mit acht Zählzeiten (Schlägen, matra), mit den Silben (theka) benannt dha–gi–na–ti–na–ka–dhin–na. Ein weiterer tala hat sieben matra, die mit den Silben dha–dhi–na–dhi–na–dhi–na benannt werden. Die Grundschläge markiert eine Trommel, bei Bhajans, Chutney und anderen Genres ist es eine dholak, ansonsten eine tabla.
Die Schlagfolgen des dhantal sind bei allen Musikgenres gleich. Die hohen Schläge können lauter und durchdringender klingen als die Trommelschläge. Damit ignoriert der dhantal nicht nur die Zählzeiten, sondern auch das rhythmische Empfinden der Zuhörer, das – etwa mit Händeklatschen – auf die Grundschläge konzentriert ist. Ananya J. Kabir (2015) erkennt in der „Respektlosigkeit“ (irreverence) des dhantal gegenüber der festgefügten rhythmischen Struktur eine symbolische Aussage, die mit der früheren Auflehnung der Arbeiter gegen ihre soziale Situation in der Vertragsknechtschaft auf Zeit zusammenhängt.

### Chutney
Der in Trinidad, Suriname, Guyana und anderen Ländern mit einer indischen Diaspora populäre Tanzmusikstil Chutney entwickelte sich seit Anfang des 20. Jahrhunderts aus Volksliedern des nordindischen Bhojpuri-Gebiets und war zunächst im Kreis von Frauen auf Hochzeiten und bei Festen nach der Geburt eines Kindes beliebt. Kennzeichen des Chutney sind ein schnelles Tempo, Verse mit einfachen Refrains und einer leicht erotischen Konnotation. Eine weibliche Gesangsstimme trägt Lieder auf Bhojpuri, Hindi oder Urdu vor, für deren tala kaharvā ein Harmonium, eine Fasstrommel dholak und ein dhantal sorgen. Ein weiteres, metallisch klingendes Perkussionsinstrument ist der kleine Wasserkrug lotah aus Messing, der mit zwei Stöckchen auf den Rand geschlagen wird. Später begannen auch Männer, Chutney-Lieder zu singen, und die Kesseltrommel tassa kam hinzu. Ab Ende der 1960er Jahre erweiterten Chutney-Musiker ihr Repertoire um Calypso-Rhythmen.
Maßgeblich zur Popularisierung des Chutney trug Sundar Popo (1943–2000) mit seinem 1970 in die Hitparaden gelangten Song Nana and Nani bei. Zum Rhythmus von dholak und dhantal erzählen die auf Trinidad-Kreolisch und Hindi vorgetragenen Verse von alltäglichen und komischen Szenen in einem kleinen Dorf. Aus Chutney, Calypso, Soca, Bollywood-Popmusik (filmi sangeet) und anderen Einflüssen entstanden Chutney-Soca und weitere Mischformen, bei denen außer Harmonium, dholak und dhantal zusätzlich oder an deren Stelle Keyboard, E-Bass, Schlagzeug und Steelpans eingesetzt werden. Als Begründer des Soca gilt Ras Shorty I (1941–2000) mit seinem Song Indrani von 1973 und dem darin enthaltenen, von dholak und dhantal produzierten Offbeat-Rhythmus. Soca ist die Abkürzung von „Soul of Calypso“, wie Ras Shorty I seine Musik nannte.

### Matikor
Das in Trinidad Matikor genannte Hindu-Hochzeitsritual (auch mathkor, etwa „Erde graben“, von Bhojpuri matti, „Erde“, und khora, „graben“, Hindi mitti khudai), entsprechend in Guyana dig dutty („schmutzig graben“), ist ein wesentlicher Teil der Hindu-Identität in der Karibik, zu der die Vorstellungen von der historischen Entwurzelung und Neuansiedlung in der Fremde, außerdem rückständig und religionslos zu sein, gehören. Matikor ist wie Chutney im Bereich der Frauen entstanden. Der Name bezieht sich darauf, dass am Freitag Abend vor einer Hochzeit die Frauen des Dorfes zum Fluss gehen, um am Ufer Erde und Wasser zu sammeln, damit die Flussgöttin Ganga und die Erdgöttin Bhumi dem Hochzeitspaar Glück und Segen bringen. Wenn sich die Frauen später im Haus versammeln, spielt heute bei manchen Familien eine Band aus Keyboard, Drumcomputer und einem Sängerpaar, in größerer Besetzung auch mit dholak, dhantal, E-Gitarre und E-Bass.
Musik und Tanz beim in Trinidad seit den 1960er Jahren beschriebenen religiösen Matikor-Ritual trugen in den 1980er Jahren zur Entwicklung des Chutney bei. In den Dörfern im Süden der Insel Trinidad macht eine tassa-Trommelgruppe auf der Straße auf die Hochzeit aufmerksam. Die Tänze bei der Hochzeit werden von Gesang, dholak und dhantal begleitet. Indische Bollywood-Filmmusik spielt ein professionelles Ensemble aus Keyboard, tassa, dholak, dhantal, Harmonium und Gesang. Gerade beim Matikor-Ritual sind Musik und ein Tanzstil mit sexuell anzüglichen Bewegungen wesentliche Elemente. Die Minimalbesetzung beim Matikor-Ritual sind Frauen, die dholak und dhantal spielen, um die Vorstellung von „Indischsein“ zu erfüllen.

### Baithak Gana, Tan

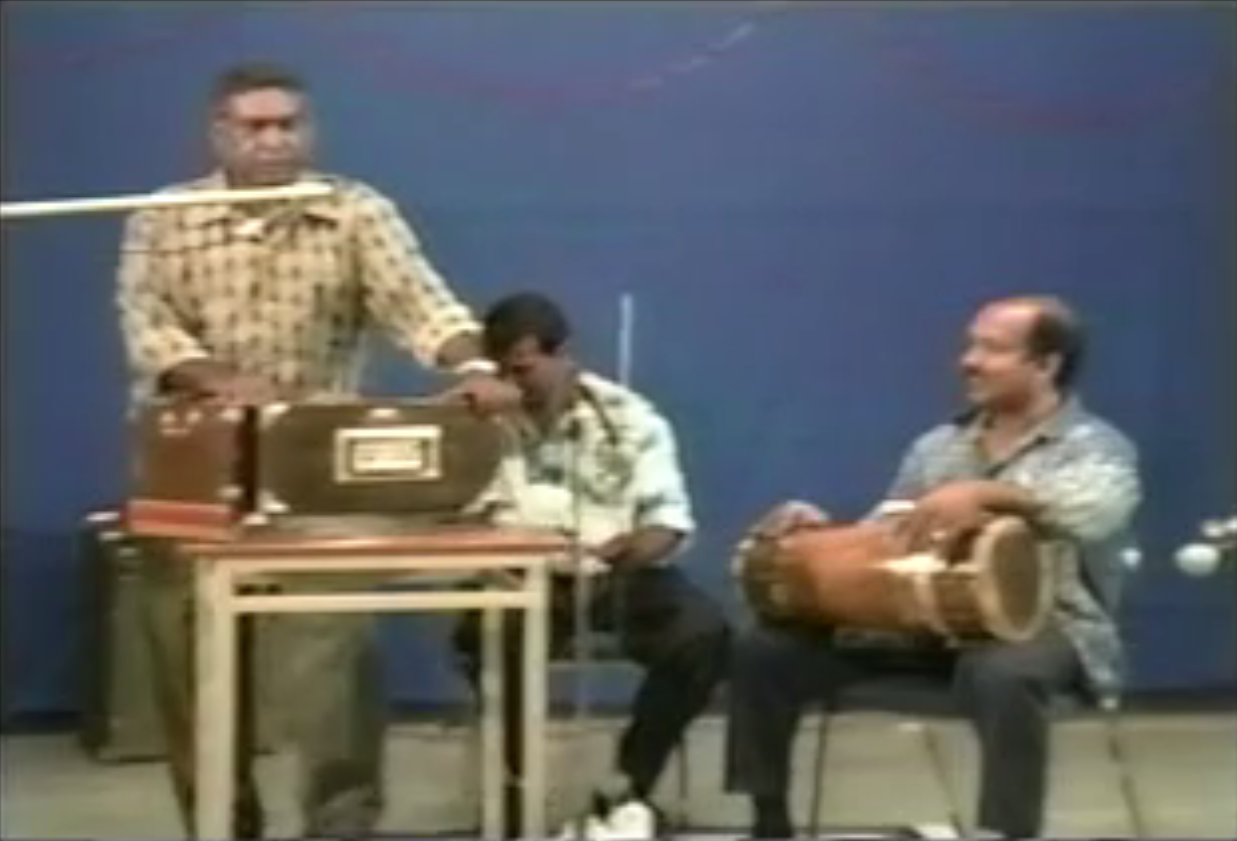
Baithak Gana: Sänger mit Harmonium, dhantal und dholak

Das Standardtrio Harmonium, dholak und dhantal gehört auch zu Baithak Gana, der in Suriname gepflegten indo-karibischen Form von klassischer indischer Musik, die eine karibische Entwicklung aus der semi-klassischen indischen Musik mit unter anderem Thumri und Dadra darstellt. Andernorts in der Karibik ist diese Musik als local classical music (so in Trinidad) oder als tan singing bekannt. Tan oder taan ist eine Gesangstechnik der klassischen indischen Musik, bei der (stets nur) ein Sänger mit Vokalen in schneller Folge melodische Verzierungen improvisiert. Der elaborierte tan wird vom langsamen, als Einführung in den Raga gespielten oder gesungenen alap unterschieden. Der Musikstil Tan in der Karibik ist nicht genau deckungsgleich mit dem Begriff tan als Gesangstechnik in Indien.
Der Baithak Gana entwickelte sich in Suriname als eine Mischung aus der klassisch-indischen Musik von Guyana und der Bhojpuri-Volksmusik. Die Lieder werden auf Hindi gesungen. Baithak bedeutet „sitzen“ und gana „Musik“ oder „gesungenes Lied“, weil die (mindestens drei) Musiker im Halbkreis auf dem Boden sitzen. Im Kern ist Baithak Gana eine improvisierte Musik im Austausch zwischen Sänger und Instrumentalisten. Das Repertoire besteht aus ernsthaften religiösen Liedern, Liedern mit politischen Botschaften, humorvollen Liedern und Liebesliedern. Einige der Stücke begleiten Gruppentänze von Männern und Frauen. Chutney in Trinidad gilt als schnellere Variante von Baithak Gana.
In Guyana werden Tan-Sänger in größeren Ensembles außer von Harmonium, dholak und dhantal von manjira (Zimbeln) und manchmal von einer bansuri (Bambusquerflöte), dhaaplaa (Rahmentrommel), nagaara (Kesseltrommelpaar), tassa (Kesseltrommel) und sarangi (Streichlaute) begleitet. Die meisten Tan-Sänger in Guyana haben keine professionelle Ausbildung. Tan-Ensembles hatten in den Dörfern Guyanas in der Vergangenheit eine wichtige kulturelle Funktion, da sie den Zusammenhalt der indischen Gemeinschaften stärkten und zum Erhalt der mündlichen Überlieferung beitrugen. Die um die Musikgruppe versammelten Zuhörer klatschten, standen auf, tanzten oder steuerten eigene Verse (doha) zu den Liedern bei.
In Trinidad und Tobago werden die drei Musikinstrumente des Tan-Ensembles gelegentlich um eine Mandoline ergänzt. Wie in Indien folgt die Gesangsstimme beim Tan der melodischen Struktur eines Raga. Eine Aufführung von Tan beginnt in Trinidad mit einem dhrupad genannten Stück, dem ein tillana folgt. Allen Ländern gemeinsam ist der Verzicht beim Tan auf elektrisch verstärkte Musikinstrumente.
Die meist männlichen Tan-Sänger treten als halbprofessionelle Spezialisten mit ihrem Ensemble bei nächtlichen Hochzeitsfeiern, religiösen Veranstaltungen und gelegentlich bei Musikwettbewerben in Konzerthallen auf. Musiker und Publikum sind Arbeiter, untere Mittelschicht oder Kleinbauern.

### Fidschi
Die indische Gemeinde der Fidschi-Inseln stammt überwiegend von nordindischen Kontraktarbeitern aus der Region Bhojpuri ab, die zwischen 1879 und 1916 angeworben wurden. Zu den aus der Heimatregion übernommenen Musiktraditionen gehören wie in der Karibik bei Hochzeiten und Prozessionen auftretende dhol-tassa-Ensembles und das bei Festen wie Holi gesungene Volksliedgenre Chowtal (auch der Name eines nordindischen Rhythmus, tala). Die fünf oder sechs Sänger einer Chowtal-Gruppe werden üblicherweise von schneller werdenden Schlägen der Zylindertrommel dhol begleitet. Des Weiteren dienen als Rhythmusinstrumente ein Harmonium, Rahmentrommeln, dhantal, Messingzimbeln kartal und Gleitrasseln jhika.